# Stigsberget
Stigsberget is een plaats in de gemeente Vänersborg in het landschap Dalsland en de provincie Västra Götalands län in Zweden. De plaats heeft 87 inwoners (2005) en een oppervlakte van 35 hectare. De plaats ligt aan het Vänermeer.